# Stygal
Stygal – środowisko wód podziemnych, zamieszkane przez specyficzną faunę (stygon, stygofauna). Cechą charakterystyczną stygalu jest brak światła (z reguły całkowita ciemność) oraz na ogół stała w ciągu roku temperatura wody (najczęściej niska). Słowo stygal pochodzi od rzeki w Hadesie − Styksu.
Ze względu na pochodzenie wód podziemnych można wyróżnić stygal wód słodkich oraz stygal wód słonych. Te ostatnie najczęściej powstały na skutek uwięzienia w dawnych epokach geologicznych wód morskich. Z tego względu fauna wód podziemnych (zob. stygon) pochodzi od form morskich jak i słodkowodnych.
W obrębie stygalu wyróżnia się:
- petrostygal – wody większych szczelin i komór skalnych (jaskinie) (zob. speleofauna)
- interstycjal (interstycjał, wody interstycjalne) – wody wypełniające przestrzenie między ziarnami piasku i żwiru o prześwicie do ok. 2 mm

Stygal łączy się z wodami powierzchniowymi poprzez źródliska (krenal) oraz z wodami rzecznymi poprzez wody zalegające pod dnem (hyporeal, hiporeal).